# Пудра, Ноэль-Жерминаль
Ноэль-Жермина́ль Пудра́ (фр. Noël-Germinal Poudra; 1794  — 1894) — французский геометр; специалист по работам Жерара Дезарга.
По окончании парижской Политехнической школы служил по военной части; был профессором в школе генерального штаба.
В 1848 году Пудра́  поместил в «Nouvelles Annales de mathématiques» (англ.) статью «Théorème de minimum dans le triangle plan» (т. VII). В том же журнале:
- «Sections coniques par la perspective d’un cercle etc.» (т. XIV, 1855),
- «Solutions des questions sur les coniques» (там же),
- «Problème sur les courbes du 3 ordre» (т. XV, 1856),
- «Problème sur 7 plans» (там же);
- «Problème sur les côtes d’un triangle élevés à d. puissances données» (там же),
- «Trisection de l’angle» (там же),
- «Problème sur les surfaces du 2 degré» (там же),
- «Surface du 2 degré qui passe p. 9 points» (т. XV и XVII, 1858),
- «Surface du 2 et du 3 degré» (т. XVI, 1857),
- «Propos. sur l’hyperboloïde à une nappe» (т. XVII, 1858),
- «Homographie» (т. XIX, 1860),
- «Теорема Дезарга» (Théorème de Desargues; т. XX, 1861, и III, 2-й серии, 1864),
- «Sommets d. cônes du 2 degré pass. par 6 points données» (т. II, 2-й сер., 1863),
- «Construction graphique de la courbe gauche de 3 ordre pass. par 6 points données» (т. V, 2-й сер., 1866).

Отдельно изданы:
- «Question de probabilité résolue par la géométrie» (Париж, 1859),
- «Oeuvres de Desargues, réunies et analysées» (Париж, 1863—64; том 2),
- «Histoire de la perspective ancienne et moderne» (Париж, 1864). Это издание и предыдущее считаются важными из работ Пудра́.
- «Les trigones, tétragones, hexagones, etc.» (Париж, 1865),
- «Perspective relief» (Париж, 1860/1864).